# فاخره صبا
فاخره صبا (زادهٔ ۱۳ آبان ۱۲۹۹ – درگذشتهٔ ۲۲ تیر ۱۳۸۶) خواننده اپرا (متزو سوپرانو)، نویسنده و فرهنگ‌نویس ایرانی بود.
فاخره فرزند فرخ صبا بود و ابوالحسن صبا پسر عموی پدرش می‌شد. او در دوازده سالگی برای آموختن آواز به مدرسه کلنل وزیری رفت و نزد عبدالعلی وزیری تحصیل کرد و نواختن پیانو را نیز یادگرفت. همزمان با یادگیری موسیقی ایرانی نزد عبدالله دوامی موسیقی‌دان و ردیف‌دان برجسته ایرانی، موسیقی کلاسیک را نیز نزد مادام سابارسکی و کنت مونت فورت شروع کرد. سپس آموختن پیانو را نزد مشیر همایون شهردار تکمیل کرد و آواز و اپرا را نزد خانم نوردین و لیلی بارا آموخت و کنسرت‌هایی هم همراه با لیلی بارا یا خود به تنهایی در کلوپ ارمنی‌ها اجرا کرد.
خانم صبا سپس برای ادامه تحصیل به فرانسه رفت و در کنسرواتوار پاریس موسیقی را ادامه داد. او در سال ۱۳۲۶ فارغ‌التحصیل شد و به ایران بازگشت.
در بازگشت به ایران، به استخدام هنرستان عالی موسیقی درآمد و همزمان با گروه‌های موسیقی کلاسیک در اداره کل هنرهای زیبای ایران، در امر آموزش و اجرا همکاری داشت.
در سالهای ۱۳۴۱ هنگامی که منیر وکیلی اولین صحنه‌های اپرایی را در ایران روی صحنه آورد، در آنها اجرا داشت. او در اپرای مادام باترفلای پوچینی نقش سوسوکیرا داشت، و تراویا تای وردی را در تلویزیون و در سالن وزارت فرهنگ و هنر اپرای ارفه و اوریدیس کریستف ویلیبالد گلوک و بعداً در سالن سعدی اپرای تک صحنه‌ای جمیله بیزه در سال ۱۳۴۶ نخستین اپرای کلاسیک به نام کوزی فان توته، اثر موتسارت به‌طور کامل در تالار وزارت فرهنگ و هنر به روی صحنه رفت و فاخره صبا نقش دورابلا را اجرا کرد. او در اپرای «دلاور سهند» (اثر سعدی حسنی، موسیقی احمد پژمان و به رهبری حشمت سنجری و با خوانندگی حسین سرشار، سودابه تاجبخش، آلک ملکونیان و روبن آقا بگیانس و خودش) نقش «آذر» را اجرا کرد.
او در اوایل سال‌های دهه ۱۳۴۰ کم‌کم از کار حرفه‌ای کنار رفت
ولی تا ۲۱ اردیبهشت ۱۳۵۹ که سازمان اپرا و باله و ژونس موزیکال جوانان منحل شد امکان خوانندگی را داشت. خوانندگانی چون منصوره قصری، محمد نوری و شهلا میلانی از شاگردان آواز او بودند.
فاخره صبا علاوه بر خوانندگی استعداد نویسندگی نیز داشت و مقالات متعددی در دائرةالمعارف مصاحب نوشته‌است.
او و همسرش، علیرضا افضلی پور بنیان‌گذار دانشگاه در کرمان بودند. بعد از درگذشت او، فاخره صبا همچنان از دور و نزدیک، مراقب احوال دانشگاه کرمان و کتابخانه آن بود.
فاخره صبا در ۲۲ تیر ۱۳۸۶ درگذشت و در قطعه هنرمندان بهشت زهرای تهران به خاک سپرده شد.